# Hypolytrum secans
Hypolytrum secans là loài thực vật có hoa trong họ Cói. Loài này được (K.Schum.) J.Raynal mô tả khoa học đầu tiên năm 1968.